# Койпаса (озеро)
Койпаса (ісп. Lago Coipasa) — озеро на плато Альтіплано, оточене солончаком Салар-де-Койпаса. Має тектонічне походження, середня глибина 3,5 м, висота поверхні над рівнем моря — 3 657 м. Головна притока — річка Лаука.
| Болівія | Це незавершена стаття з географії Болівії. Ви можете допомогти проєкту, виправивши або дописавши її. |